# Az Orvostudományi Szakosztály Értesítője
Az Orvostudományi Szakosztály Értesítője az Erdélyi Múzeum-Egyesület szakosztályi kiadványa 1934-48 között.

## Története
Vállalva szakosztályi elődei, az 1876-ban Hőgyes Endre alapította Orvos-Természettudományi Értesítő és az 1920-25 között megjelent Erdélyi Orvosi Lap örökségét, 1934-ben indult, a folytonosságot jelző 45. kötettel, amely Veress Ferenc elnök és Koleszár László titkár szerkesztésében, "Új folyam. I. füzet. 1922-1932" jelzéssel az 1923-tól kezdve tartott szaküléseken vezetett jegyzőkönyveket tartalmazza, valamint 10 tudományos közleményt. Az 1935-ben megjelent 46. kötettel tulajdonképpen utoléri magát a folyóirat: ebben az 1932-33-ban megtartott szak- és közgyűlések jegyzőkönyvei, valamint 10 tudományos dolgozat olvasható, továbbá két megemlékezés: Török Imréről és Pataki Jenőről, doktorrá avatásuk 50. évfordulója kapcsán. A 47. kötet (1937), a 48. kötet (1938) és a 49. kötet (1940) a fenti tartalmat a jelzett évekre vonatkozóan az EME orvostudományi szakosztályának időközben megtartott vándorgyűlései anyagával is kiegészítette.
Az 1940 őszi változások és a Ferenc József Tudományegyetem visszakerülése után az Orvostudományi Szakosztály Értesítője következő, 50. kötete 1942-ben jelent meg, Berde Károly és Krompecher István szerkesztésében. Ebben olvasható Koleszár László megnyitóbeszéde a szakosztály 1941. március 30-án tartott díszgyűlésén, amelyben az eltelt 22 esztendő munkájának mérlegét vonja meg. Az 1943-ban megjelent 51. kötet a szakosztály Désen tartott vándorgyűlésének anyagát közölte. A leggazdagabb az 1943-44-es év, amikor összesen hét kötet jelent meg (52-58), bennük 105 tudományos dolgozat, többek között azok, amelyek a szakosztály Besztercén 1943-ban tartott vándorgyűlésén hangzottak el.
Az 1945. évben két kötet hagyta el a nyomdát (59, 60), ezeket már Haynal Imre és Sáry Béla szerkesztette; a bennük közölt tudományos dolgozatok száma 54, 1946-tól kezdve viszont az évenként megjelenő kötetek száma lecsökken egyre. Ezeket a köteteket Miskolczy Dezső szerkesztette; 1948-ban, az utolsó kötet megszerkesztésében osztozik Csőgör Lajossal, az OGYI akkori rektorával. Ebben az utolsó három kötetben összesen 91 dolgozat jelent meg, a szakosztály és az akkor már eleven tudományos életet is élő OGYI tanszemélyzetének részvételével.
„A 15 év alatt (1934-1948) megjelent 19 kötet – állapítja meg az orvostörténész – tulajdonképpen az orvostudományi szakosztály 46 évi tudományos munkásságát öleli fel és tükrözi annak sokoldalú tevékenységét.”

## Ismert szerzőiből
- Sáry Béla belgyógyász
- Veress Ferenc bőrgyógyász